# Слуда (Кичменгское сельское поселение)
Слуда — деревня в Кичменгско-Городецком районе Вологодской области.
Входит в состав Кичменгского сельского поселения (с 1 января 2006 года по 1 апреля 2013 года входила в Шестаковское сельское поселение), с точки зрения административно-территориального деления — в Шестаковский сельсовет.
Расстояние до районного центра Кичменгского Городка по автодороге — 34 км. Ближайшие населённые пункты — Бурковщина, Шемячкино, Павловская.
По данным переписи в 2002 году постоянного населения не было.